# Dovjîk, Ohtîrka
Dovjîk (în ucraineană Довжик) este localitatea de reședință a comunei Dovjîk din raionul Ohtîrka, regiunea Sumî, Ucraina.

## Demografie
Componența lingvistică a localității Dovjîk
     Ucraineană (97,6%)
     Rusă (1,37%)
     Belarusă (1,03%)
Conform recensământului din 2001, majoritatea populației localității Dovjîk era vorbitoare de ucraineană (97,6%), existând în minoritate și vorbitori de rusă (1,37%) și belarusă (1,03%).